# Mandżukuo
Mandżukuo [mànʈʂóukwǒ] (chiń. upr. 满洲国; chiń. trad. 滿洲國; pinyin Mănzhōuguó; Wade-Giles Man-chou-kuo) – państwo marionetkowe utworzone w 1932 roku przez Japonię na okupowanych przez nią obszarach Mandżurii, w północno-wschodnich Chinach.

## Historia

### Upadek dynastii Qing
Dynastia Qing, panująca w Chinach od 1644 r. nie cieszyła się dużą popularnością (zwłaszcza za czasów represyjnych rządów cesarzowej Cixi). Po śmierci Cixi w 1908 r. na cesarskim tronie zasiadł (będący jeszcze dzieckiem) cesarz Puyi.
Prowadzona przez Sun Jat-sena działalność antymandżurska doprowadziła do wybuchu rewolucji chińskiej w latach 1911–1913. Przyczyniło się to do upadku cesarstwa i proklamowania 1 stycznia 1912 w Nankinie Republiki Chińskiej, której prezydentem został Yuan Shikai. W sierpniu tego samego roku Sun Jat-sen założył Kuomintang (Chińską Partię Narodową). Osłabienie podczas I wojny światowej mocarstw europejskich, przyczyniło się do wzmożenia w Chinach wpływów amerykańskich i japońskich.

### Początek japońskich wpływów w Mandżurii
Po wojnie rosyjsko-japońskiej (prowadzonej w latach 1904–1905), Rosja na mocy pokoju Portsmouth z 5 września 1905 r. musiała ustąpić z półwyspu Liaotung (w tym z Port Artur), z części Sachalinu oraz z fragmentu rosyjskiej linii kolejowej w Mandżurii (Kolej Południowomandżurska – południowa część Kolei Wschodniochińskiej) na rzecz Japonii.
Pokój w Portsmouth dał też Japonii prawo do protektoratu nad Koreą. W 1910 r. Japonia zaanektowała Koreę, dając początek zaborczej polityce w tym kraju. Dało to też możliwość do przyszłej ekspansji na tereny Chin.

### Aneksja Mandżurii

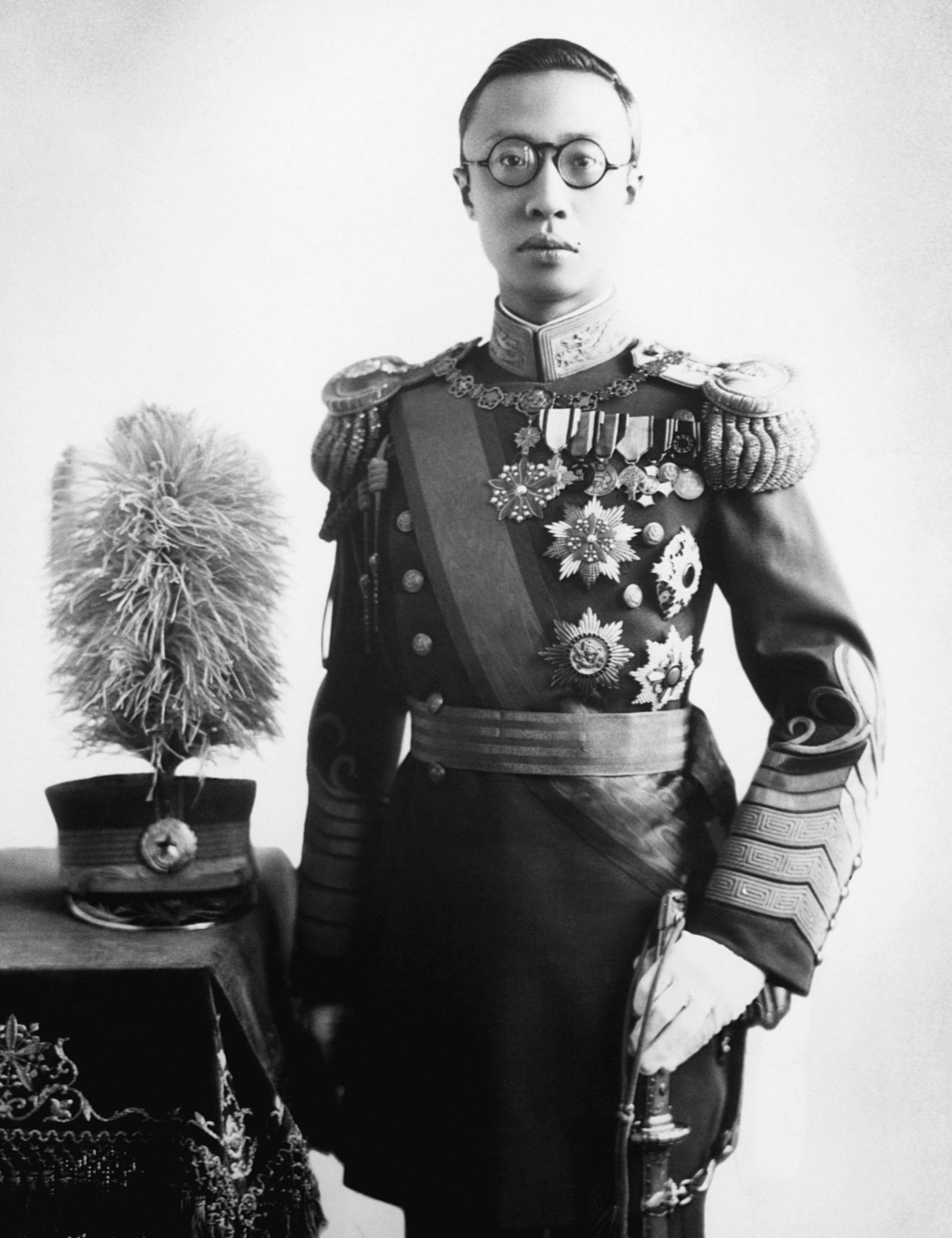
Cesarz Puyi w stroju paradnym

W 1907 r. do ochrony Kolei Południowomandżurskiej utworzono Armię Kwantuńską, która była niezależna od swojego dowództwa w Japonii. Jej niezależność była wynikiem słabości cywilnych rządów w cesarstwie, które traciły kontrolę nad całą armią. Od lat 30. zaczynały bowiem rosnąć w siłę kliki wojskowe jak ruch Młodych Oficerów, chcący powrócić do tradycji okresu Meiji, za której cesarstwo odnosiło sukcesy w wojnie z Chinami i Rosją.
Japonia chcąc powiększyć swoje zdobycze terytorialne, bacznie spoglądała na polityczny zamęt w Chinach. Czang Kaj-szek dążył do pozbawienia władzy lokalnych watażków i zjednoczenia Chin pod sztandarem Kuomintangu. Mandżuria miała dla Japonii szczególne znaczenie, gdyż kraina ta była najbogatszą w niezbędne do dalszej industrializacji państwa surowce naturalne spośród ziem chińskich. Istotne też było miasto portowe Dairen, będące ważnym centrum eksportu towarów mandżurskich.
18 września 1931 doszło do tzw. incydentu mukdeńskiego, prowokacji, za którą odpowiadała Armia Kwantuńska. Dzięki zaskoczeniu udało się Japończykom złamać opór chińskich wojsk rządowych i zająć Mandżurię. Jako że akcja Japończyków była pogwałceniem Paktu Brianda-Kellogga z 27 sierpnia 1928, Zachód potępił Cesarstwo Japonii za tę napaść. Mimo to Liga Narodów okazała się bezsilna.
18 lutego 1932 z 10 prowincji mandżurskich utworzono marionetkowe państwo znane po polsku jako Mandżukuo (chiń. 满洲国, pinyin: Mǎnzhōu Guó), a po japońsku Manshū-koku (jap. 満州国). W 1933 r. jego terytorium zostało powiększone o miasto Chengde. Państwem oficjalnie rządził Puyi, od 1932 jako prezydent, a od 1934 jako cesarz. Sprawował on rządy pod imieniem Kangde (康德). W rzeczywistości cała administracja państwowa była w rękach japońskich wojskowych.

### Wojna pograniczna Japonii z ZSRR w latach 1938–1939

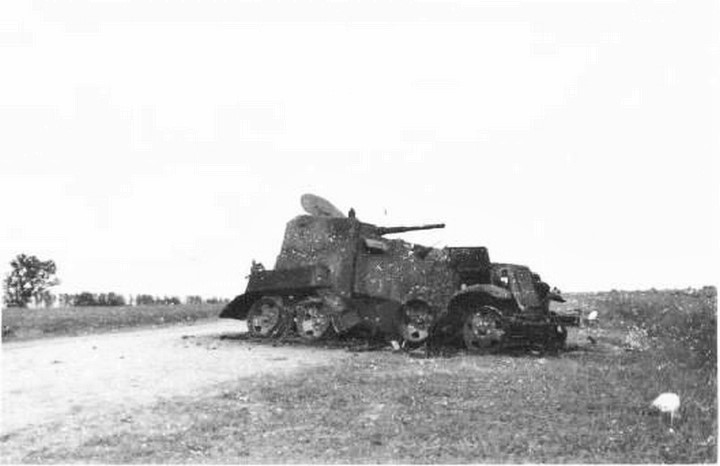
Zniszczony radziecki wóz pancerny w bitwie nad Chałchyn-goł

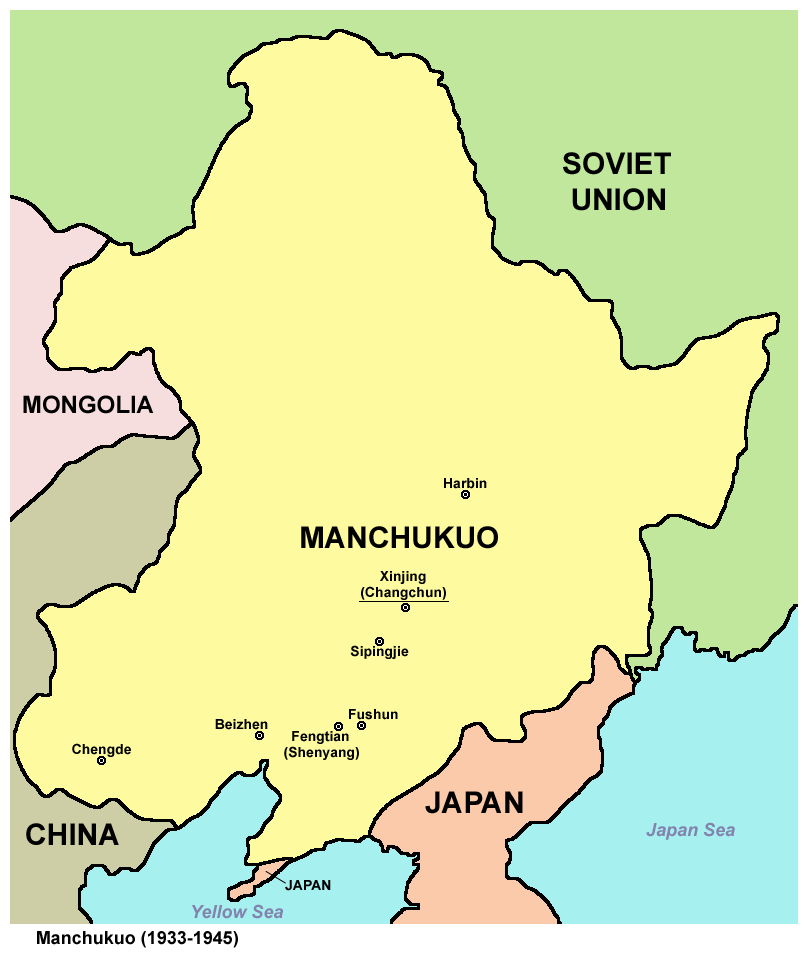
Mandżukuo i jego sąsiedzi

Japonia traktowała Cesarstwo Mandżukuo jako państwo buforowe, oddzielające jej posiadłości w Korei oraz przyszłe zdobycze od zagrażającego jej od północy ZSRR. Władze w Moskwie angażowały się w sprawy mandżurskie już od XIX wieku, wykorzystując kontrolowane przez siebie strefy wpływów w północnych Chinach, głównie Mongolię. W 1935 Mandżukuo przejęło po negocjacjach z ZSRR Kolej Wschodniochińską. Dochodziło do starć przygranicznych mongolsko-mandżurskich oraz japońsko-radzieckich. Najbardziej znanym starciem była bitwa nad Jeziorem Chasan (na granicy mandżursko-radzieckiej), trwająca od 29 lipca do 11 sierpnia 1938. W następnym roku walki toczyły się na granicy z Mongolią, wówczas to (od 11 maja do 16 września 1939 r.) doszło do bitwy nad Chałchyn-goł, podczas której Armia Czerwona i sprzymierzone z nią wojska mongolskie wyparły siły japońskie z zajmowanych pozycji.

### Koniec Mandżukuo (inwazja Armii Czerwonej w 1945)
W 1945 r. przebieg działań wojennych dla Japonii nie był korzystny. Trwający już od ośmiu lat konflikt z Chinami wydawał się nie mieć końca, podobnie sytuacja wyglądała w Birmie. Amerykanie zbliżali się do japońskich wysp macierzystych. Zrzucenie przez Amerykanów bomby atomowej, na Hiroszimę 6 sierpnia oraz na Nagasaki 9 sierpnia, było wielkim ciosem dla Japonii.
Drugim ciosem w cesarstwo było wypowiedzenie jej wojny przez Związek Radziecki 8 sierpnia 1945. Błyskawiczna inwazja Armii Czerwonej na Mandżukuo całkowicie rozbiła Armię Kwantuńską. Mandżukuo przestało istnieć i weszło w skład Chin, powróciwszy do swojej dawnej nazwy – Mandżuria.
Po zakończeniu II wojny światowej wybuchła na nowo chińska wojna domowa. Mandżuria w latach 1945–1948 była areną działań Armii Ludowo-Wyzwoleńczej walczącej z wojskami Kuomintangu, osłabionymi znacznie wojną z Japończykami. Obecnie Mandżuria jest częścią Chińskiej Republiki Ludowej.

## Gospodarka

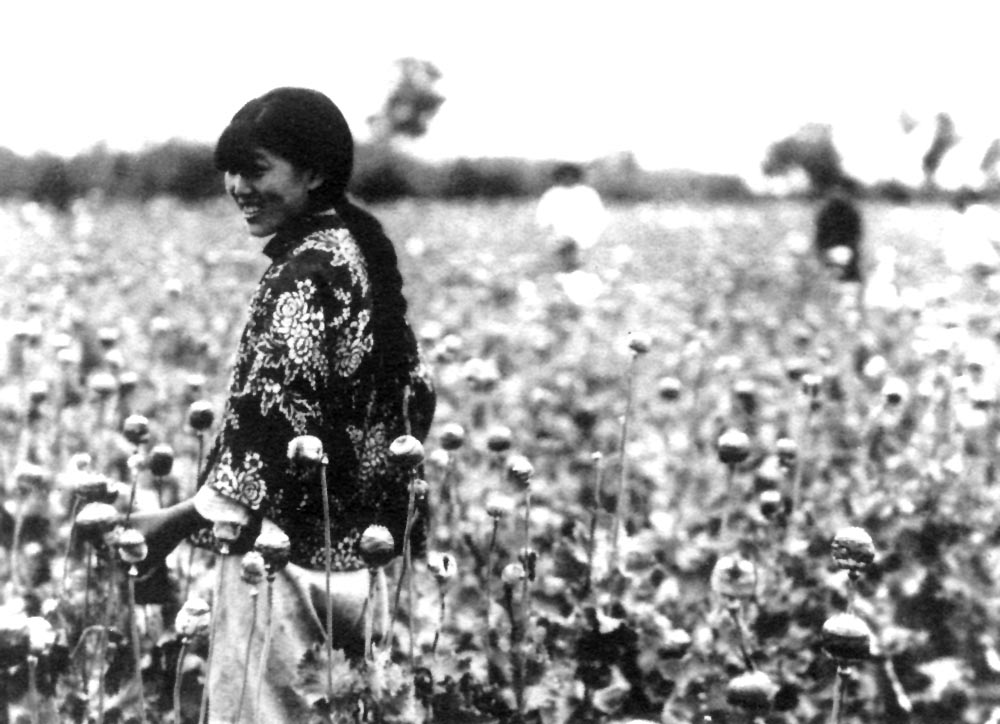
Kobieta podczas zbioru maku

Japończycy niemal całkowicie kontrolowali gospodarkę nowo utworzonego państwa. Okupacja Mandżurii spowodowała napływ do północno-wschodnich Chin nowych towarów przemysłowych, które uzupełniały tradycyjny handel złotem, żeńszeniem i futrami. Japończycy rozbudowali stare i założyli wiele nowych ośrodków przemysłowych, takie jak Kanseishi.
W 1932 roku utworzony został Centralny Bank Mandżukuo (jap. 滿洲中央銀行, Manshū Chūō Ginkō).
W Mandżukuo powszechny był handel narkotykami, zwłaszcza opium. Japońscy oficerowie zakładali i kierowali tanimi palarniami opium.

## Siły zbrojne Mandżukuo

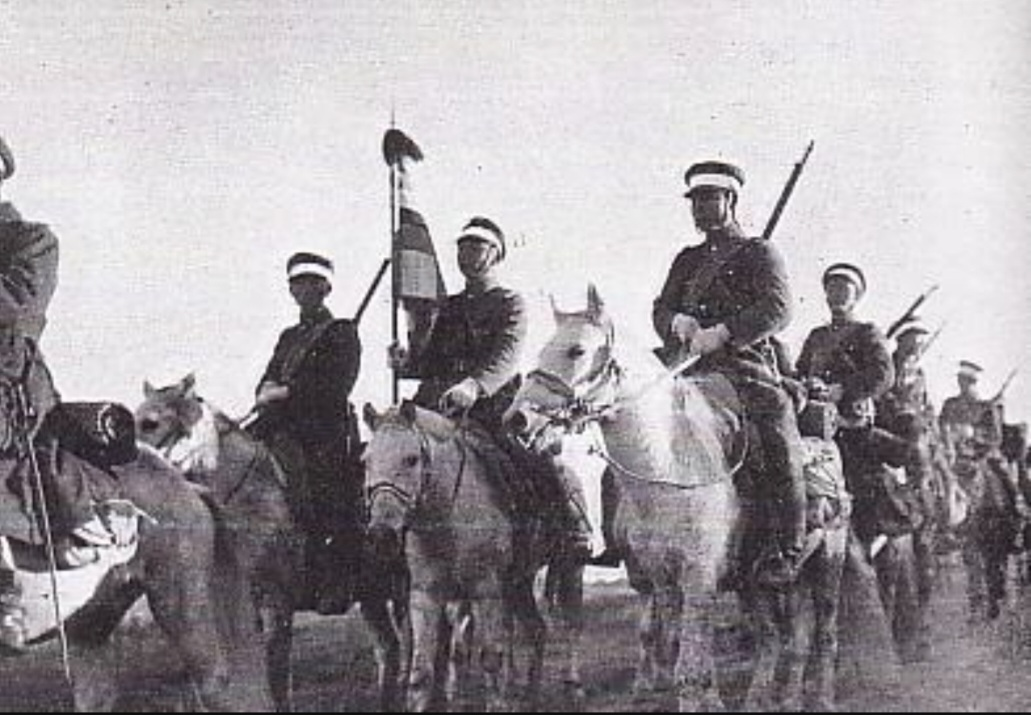
Kawaleria Armii Mandżukuo

Według szacunków radzieckiego wywiadu, armia Mandżukuo dysponowała 200 000 – 220 000 żołnierzy. Była ona w pełni zależna od Cesarskiej Armii Japońskiej. Flota Mandżukuo, zawierająca flotę rzeczną i straż przybrzeżną, podlegała japońskiej Trzeciej Flocie. Gwardia Cesarska Mandżukuo, licząca 200 żołnierzy, była pod rozkazami cesarza i służyła głównie jako jego ochrona. (Źródła)
- Cesarska Armia Mandżukuo
- Gwardia Cesarska Mandżukuo
- Cesarska Marynarka Mandżukuo

## Badania nad bronią biologiczną i chemiczną na terytorium Mandżurii
Na terenie Mandżukuo Japończycy założyli dwie tajne placówki badawcze: Jednostkę 731 w Harbinie oraz Jednostkę 100 w Changchun. Przeprowadzano tam na więźniach eksperymenty medyczne, mające na celu rozwój programu nad bronią biologiczną. Poza tymi dwoma istniały też inne tajne obozy, mieszczące się w innych częściach Chin.
Japończycy rozpoczęli w czerwcu i lipcu 1942 r., koło Jinhua (prowincja Zhejiang), rozsiewanie zarazków dżumy i cholery. Zastosowano w tym celu bomby biologiczne.

## Polityka Mandżukuo

### Japońskie rządy w Mandżukuo

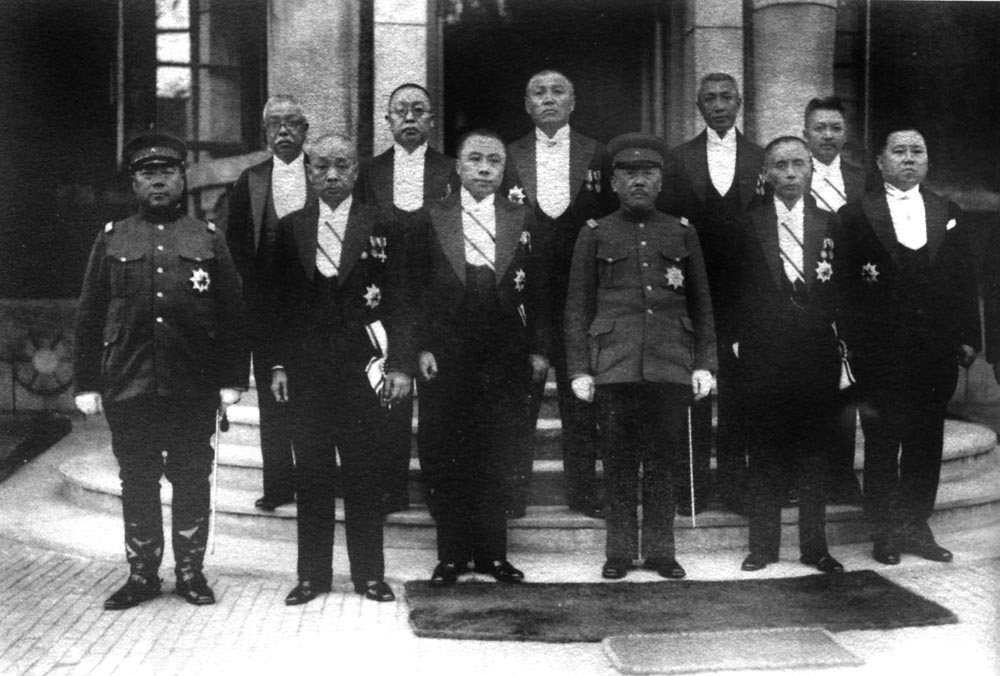
Ministrowie rządu Mandżukuo

Japończycy sprawowali faktyczną władzę w Mandżukuo. Na straży porządku publicznego stały: japońska Kempeitai, mandżurska policja miejska w Harbinie, japońska policja konsularna, mandżurska policja kryminalna (podlegająca władzom municypalnym), policja kolejowa oraz mandżurska Państwowa Służba Wywiadowcza. W 1935 r. na czele tamtejszej żandarmerii wojskowej stanął Hideki Tōjō (późniejszy premier Japonii). Wprowadził on powszechny terror, chcąc w ten sposób zlikwidować wszelką antyjapońską opozycję.
Japończycy finansowali tanie palarnie opium, czerpiąc w ten sposób duże zyski z handlu tym narkotykiem. Poza tym na porządku dziennym stawało się porywanie przez japońską i kolaborancką policję zamożnych obywateli lub obcokrajowców dla okupu.
Ponadto rząd japoński rozpatrywał plan kolonizacji na wielką skalę, przewidujący osiedlenie w Mandżurii w ciągu 20 lat aż 5 milionów rodzin Japończyków.

### Stosunki zagraniczne
Kuomintangowskie władze Chin nigdy nie uznały Mandżukuo. 7 stycznia 1932 r. amerykański sekretarz stanu Henry Stimson wystosował notę do rządu japońskiego (zwaną Doktryną Stimsona), w której wyraził sprzeciw wobec zbrojnego ingerowania Japonii w sprawy Chin. Z podobną krytyką Japonia spotkała się ze strony Ligi Narodów. Yosuke Matsuoce, który reprezentował Japonię na posiedzeniu Ligi Narodów, nie udało się zyskać poparcia innych państw członkowskich. Pod wpływem międzynarodowej krytyki, Japonia ostatecznie postanowiła wystąpić z Ligi Narodów w 1933 r.
Mandżukuo było początkowo w całkowitej izolacji. Zmieniło się to w 1936 r., po podpisaniu traktatu handlowego z hitlerowskimi Niemcami. W 1937 r. Mandżukuo uznały faszystowskie Włochy, a rok później III Rzesza. Po wybuchu w 1937 r., trwającej osiem lat drugiej wojny chińsko-japońskiej, w stolicy Chin – Nankinie powstał kolaborancki rząd z Wang Jingweiem na czele, który również uznał Puyi za prawowitego władcę Mandżukuo. Na krótko przed wybuchem II wojny światowej Mandżukuo nawiązało stosunki dyplomatyczne z Polską, która chciała zapewnić polskiej ludności w Harbinie opiekę konsularną. W 1939 w Warszawie rozpoczął działalność konsulat generalny Mandżukuo.
Związek Radziecki był zaniepokojony aneksją Mandżurii, gdyż zagrażało to interesom radzieckim w tej części świata. Problemem dla ZSRR stała się kwestia Wschodniochińskiej linii kolejowej, która teraz przebiegała przez Mandżukuo. W trakcie podboju Mandżurii armia japońska wykorzystała tę kolej do przerzucenia swoich oddziałów na linię frontu. Od tej chwili linia kolejowa była zagrożona bandyckimi napadami, którymi wcześniej zajmowały się władze chińskie. Teraz gdy kolej znajdowała się poza kontrolą Republiki Chińskiej oraz ZSRR, jej znaczenie malało kosztem kolei południowomandżurskiej. ZSRR był zmuszony więc sprzedać w 1935 Kolej Wschodniochińską stronie japońskiej.
Po starciach na granicy mongolsko-mandżurskiej w 1938 i w 1939 r., w których okazało się, że Japońska Cesarska Armia nie była w stanie mierzyć się z połączonymi siłami radziecko-mongolskimi, postanowiono, że będzie trzeba chwilowo odejść od planów podboju Mongolii. Pakt nieagresji z ZSRR dałby szansę na zabezpieczenie japońskich posiadłości na północy i możliwość przeprowadzenia ofensywy na Azję Południowo-Wschodnią. 13 kwietnia 1941 w Moskwie japoński minister spraw zagranicznych Yōsuke Matsuoka podpisał japońsko-radziecki pakt o nieagresji. Jednak na konferencji poczdamskiej ZSRR zobowiązał się do wypowiedzenia wojny Cesarstwu Japonii. W sierpniu 1945 r. ofensywa radziecka dała kres istnieniu Mandżukuo.